# Bộ trưởng Việt Nam
Tại Việt Nam, Bộ trưởng là người đứng đầu và lãnh đạo một bộ hoặc cơ quan ngang bộ, chịu trách nhiệm trực tiếp quản lý nhà nước về ngành, lĩnh vực mà mình phụ trách trong phạm vi cả nước. Bộ trưởng là thành viên Chính phủ, do Thủ tướng chọn, đề nghị Quốc hội phê chuẩn và Chủ tịch nước bổ nhiệm. Ở Việt Nam, do điều kiện cụ thể, Bộ trưởng cũng có thể được giao đứng đầu cơ quan ngang bộ thuộc Chính phủ.

## Danh sách Bộ trưởng Việt Nam nhiệm kỳQuốc hội khoá XV
1. Bộ trưởng Bộ Quốc phòng: Đại tướng Phan Văn Giang
2. Bộ trưởng Bộ Công an: Đại tướng Lương Tam Quang
3. Bộ trưởng Bộ Ngoại giao: Bùi Thanh Sơn
4. Bộ trưởng Bộ Nội vụ: Phạm Thị Thanh Trà
5. Bộ trưởng Bộ Tư Pháp: Nguyễn Hải Ninh
6. Bộ trưởng Bộ Tài chính: Nguyễn Văn Thắng
7. Bộ trưởng Bộ Công thương: Nguyễn Hồng Diên
8. Bộ trưởng Bộ Xây dựng: Trung tướng Trần Hồng Minh
9. Bộ Văn hóa, Thể thao và Du lịch: Nguyễn Văn Hùng
10. Bộ trưởng Bộ Khoa học và công nghệ: Thiếu tướng Nguyễn Mạnh Hùng
11. Bộ trưởng Bộ Giáo dục và đào tạo: Nguyễn Kim Sơn
12. Bộ trưởng Bộ Y tế: Đào Hồng Lan
13. Bộ Nông nghiệp và Môi trường: Trần Đức Thắng (quyền)
14. Bộ trưởng Bộ Dân tộc và Tôn giáo: Đào Ngọc Dung
15. Bộ trưởng, Chủ nhiệm Văn phòng Chính phủ: Trần Văn Sơn
16. Tổng Thanh tra Chính phủ Việt Nam: Đoàn Hồng Phong
17. Thống đốc Ngân hàng Nhà nước Việt Nam: Nguyễn Thị Hồng

## Danh sách Bộ trưởng Việt Nam nhiệm kỳQuốc hội khóa XIV
7/2016, trong kỳ họp thứ nhất Quốc hội khóa 14, Quốc hội đã thông qua danh sách thành viên Chính phủ (từ năm 2016 đến năm 2021) với 22 Bộ trưởng.
1. Bộ trưởng Bộ Quốc phòng: Đại tướng Ngô Xuân Lịch
2. Bộ trưởng Bộ Công an: Đại tướng Tô Lâm
3. Bộ trưởng Bộ Ngoại giao: Phạm Bình Minh
4. Bộ trưởng Bộ Nội vụ: Lê Vĩnh Tân
5. Bộ trưởng Bộ Tư pháp: Lê Thành Long
6. Bộ trưởng Bộ Kế hoạch và Đầu tư: Nguyễn Chí Dũng
7. Bộ trưởng Bộ Tài chính: Đinh Tiến Dũng
8. Bộ trưởng Bộ Công thương: Trần Tuấn Anh
9. Bộ trưởng Bộ Nông nghiệp và Phát triển nông thôn: Nguyễn Xuân Cường
10. Bộ trưởng Bộ Giao thông Vận tải: Nguyễn Văn Thể
11. Bộ trưởng Bộ Xây dựng: Phạm Hồng Hà
12. Bộ trưởng Bộ Tài nguyên Môi trường: Trần Hồng Hà
13. Bộ trưởng Bộ Thông tin và Truyền thông: Thiếu tướng Nguyễn Mạnh Hùng
14. Bộ trưởng Bộ Lao động Thương binh và Xã hội: Đào Ngọc Dung
15. Bộ trưởng Bộ Văn hóa, Thể thao và Du lịch: Nguyễn Ngọc Thiện
16. Bộ trưởng Bộ Khoa học và Công nghệ: Huỳnh Thành Đạt
17. Bộ trưởng Bộ Giáo dục và Đào tạo: Phùng Xuân Nhạ
18. Bộ trưởng Bộ Y tế: Nguyễn Thanh Long
19. Bộ trưởng, Chủ nhiệm Ủy ban Dân tộc: Đỗ Văn Chiến
20. Bộ trưởng, Chủ nhiệm Văn phòng Chính phủ: Mai Tiến Dũng
21. Tổng thanh tra Chính phủ Việt Nam: Lê Minh Khái
22. Thống đốc Ngân hàng Nhà nước Việt Nam: Nguyễn Thị Hồng

Ngày 8/4/2021, trong kỳ họp thứ 11 Quốc hội khóa 14, Quốc hội đã thông qua danh sách thành viên Chính phủ (từ năm 2016 đến năm 2021) với 22 Bộ trưởng.
1. Bộ trưởng Bộ Quốc phòng: Đại tướng Phan Văn Giang
2. Bộ trưởng Bộ Công an: Đại tướng Tô Lâm
3. Bộ trưởng Bộ Ngoại giao: Bùi Thanh Sơn
4. Bộ trưởng Bộ Nội vụ: Phạm Thị Thanh Trà
5. Bộ trưởng Bộ Tư pháp: Lê Thành Long
6. Bộ trưởng Bộ Kế hoạch và Đầu tư: Nguyễn Chí Dũng
7. Bộ trưởng Bộ Tài chính: Hồ Đức Phớc
8. Bộ trưởng Bộ Công thương: Nguyễn Hồng Diên
9. Bộ trưởng Bộ Nông nghiệp và Phát triển nông thôn: Lê Minh Hoan
10. Bộ trưởng Bộ Giao thông Vận tải:  Nguyễn Văn Thể
11. Bộ trưởng Bộ Xây dựng: Nguyễn Thanh Nghị
12. Bộ trưởng Bộ Tài nguyên Môi trường: Trần Hồng Hà
13. Bộ trưởng Bộ Thông tin và Truyền thông: Thiếu tướng Nguyễn Mạnh Hùng
14. Bộ trưởng Bộ Lao động Thương binh và Xã hội: Đào Ngọc Dung
15. Bộ trưởng Bộ Văn hóa, Thể thao và Du lịch: Nguyễn Văn Hùng
16. Bộ trưởng Bộ Khoa học và Công nghệ: Huỳnh Thành Đạt
17. Bộ trưởng Bộ Giáo dục và Đào tạo: Nguyễn Kim Sơn
18. Bộ trưởng Bộ Y tế:  Nguyễn Thanh Long
19. Bộ trưởng, Chủ nhiệm Ủy ban Dân tộc: Hầu A Lềnh
20. Bộ trưởng, Chủ nhiệm Văn phòng Chính phủ: Trần Văn Sơn
21. Tổng thanh tra Chính phủ Việt Nam: Đoàn Hồng Phong
22. Thống đốc Ngân hàng Nhà nước Việt Nam: Nguyễn Thị Hồng

## Danh sách Bộ trưởng Việt Nam nhiệm kỳQuốc hội khóa XIII
- 7/2011, trong kỳ họp thứ nhất Quốc hội khóa 13, Quốc hội đã thông qua danh sách thành viên Chính phủ (từ năm 2011 đến năm 2016) với 22 Bộ trưởng.
- 4/2016, trong kỳ họp thứ 11 Quốc hội khóa 13, Quốc hội đã kiện toàn danh sách các thành viên Chính phủ (từ năm 2011 đến năm 2016) với 18 Bộ trưởng mới.

1. Bộ trưởng Bộ Quốc phòng: Đại tướng Phùng Quang Thanh
2. Bộ trưởng Bộ Công an: Đại tướng Trần Đại Quang
3. Bộ trưởng Bộ Ngoại giao: Phạm Bình Minh
4. Bộ trưởng Bộ Nội vụ: Nguyễn Thái Bình
5. Bộ trưởng Bộ Tư pháp: Hà Hùng Cường
6. Bộ trưởng Bộ Kế hoạch và Đầu tư: Bùi Quang Vinh
7. Bộ trưởng Bộ Tài chính: Vương Đình Huệ (đến 2013); ông Đinh Tiến Dũng (từ 2013)
8. Bộ trưởng Bộ Công thương: Vũ Huy Hoàng
9. Bộ trưởng Bộ Nông nghiệp và Phát triển nông thôn: Cao Đức Phát
10. Bộ trưởng Bộ Giao thông Vận tải: Đinh La Thăng
11. Bộ trưởng Bộ Xây dựng: Trịnh Đình Dũng
12. Bộ trưởng Bộ Tài nguyên Môi trường: Nguyễn Minh Quang
13. Bộ trưởng Bộ Thông tin và Truyền thông: Nguyễn Bắc Son
14. Bộ trưởng Bộ Lao động Thương binh và Xã hội: Phạm Thị Hải Chuyền
15. Bộ trưởng Bộ Văn hóa, Thể thao và Du lịch: Hoàng Tuấn Anh
16. Bộ trưởng Bộ Khoa học Công nghệ: Nguyễn Quân
17. Bộ trưởng Bộ Giáo dục và Đào tạo: Phạm Vũ Luận
18. Bộ trưởng Bộ Y tế: Nguyễn Thị Kim Tiến
19. Bộ trưởng, Chủ nhiệm Ủy ban Dân tộc: Giàng Seo Phử
20. Bộ trưởng, Chủ nhiệm Văn phòng Chính phủ: Nguyễn Văn Nên
21. Tổng thanh tra Chính phủ Việt Nam: Huỳnh Phong Tranh
22. Thống đốc ngân hàng nhà nước Việt Nam: Nguyễn Văn Bình

## Danh sách Bộ trưởng Việt Nam nhiệm kỳQuốc hội khóa XII
7/2007, trong kỳ họp thứ nhất Quốc hội khóa 12, Quốc hội đã thông qua danh sách thành viên Chính phủ (từ năm 2007 đến năm 2011) với 22 Bộ trưởng.
1. Bộ trưởng Bộ Quốc phòng: Đại tướng Phùng Quang Thanh
2. Bộ trưởng Bộ Công an: Đại tướng Lê Hồng Anh
3. Bộ trưởng Bộ Ngoại giao: Phạm Gia Khiêm
4. Bộ trưởng Bộ Nội vụ: Trần Văn Tuấn
5. Bộ trưởng Bộ Tư pháp: Hà Hùng Cường
6. Bộ trưởng Bộ Kế hoạch và Đầu tư: Võ Hồng Phúc
7. Bộ trưởng Bộ Tài chính: Vũ Văn Ninh
8. Bộ trưởng Bộ Công thương: Vũ Huy Hoàng
9. Bộ trưởng Bộ Nông nghiệp và Phát triển nông thôn: Cao Đức Phát
10. Bộ trưởng Bộ Giao thông Vận tải: Hồ Nghĩa Dũng
11. Bộ trưởng Bộ Xây dựng: Nguyễn Hồng Quân
12. Bộ trưởng Bộ Tài nguyên Môi trường: Phạm Khôi Nguyên
13. Bộ trưởng Bộ Thông tin và Truyền thông: Lê Doãn Hợp
14. Bộ trưởng Bộ Lao động Thương binh và Xã hội: Nguyễn Thị Kim Ngân
15. Bộ trưởng Bộ Văn hóa, Thể thao và Du lịch: Hoàng Tuấn Anh
16. Bộ trưởng Bộ Khoa học Công nghệ: Hoàng Văn Phong
17. Bộ trưởng Bộ Giáo dục và Đào tạo: Nguyễn Thiện Nhân (đến 6/2010), Phạm Vũ Luận (từ 6/2010)
18. Bộ trưởng Bộ Y tế: Nguyễn Quốc Triệu
19. Bộ trưởng, Chủ nhiệm Ủy ban Dân tộc: Giàng Seo Phử
20. Bộ trưởng, Chủ nhiệm Văn phòng Chính phủ: Nguyễn Xuân Phúc
21. Tổng thanh tra Chính phủ Việt Nam: Trần Văn Truyền
22. Thống đốc Ngân hàng nhà nước Việt Nam: Nguyễn Văn Giàu

## Danh sách Bộ trưởng Việt Nam nhiệm kỳ Quốc hội khóa XI
7/2002, trong kỳ họp thứ nhất Quốc hội khóa 11, Quốc hội đã thông qua danh sách thành viên Chính phủ (từ năm 2002 đến năm 2007) với 26 Bộ trưởng và thành viên ngang bộ.
1. Bộ trưởng Bộ Quốc phòng: Đại tướng Phạm Văn Trà (đến 6/2006), Đại tướng Phùng Quang Thanh (từ 6/2006)
2. Bộ trưởng Bộ Công an: Đại tướng Lê Hồng Anh
3. Bộ trưởng Bộ Ngoại giao: Nguyễn Dy Niên (đến 6/2006), Phạm Gia Khiêm (từ 6/2006)
4. Bộ trưởng Bộ Nội vụ: Đỗ Quang Trung
5. Bộ trưởng Bộ Tư pháp: Uông Chu Lưu
6. Bộ trưởng Bộ Kế hoạch và Đầu tư: Võ Hồng Phúc
7. Bộ trưởng Bộ Tài chính: Nguyễn Sinh Hùng (đến 6/2006), Vũ Văn Ninh (từ 6/2006)
8. Bộ trưởng Bộ Công nghiệp: Hoàng Trung Hải
9. Bộ trưởng Bộ Thương mại: Trương Đình Tuyển
10. Bộ trưởng Bộ Nông nghiệp và Phát triển nông thôn: Lê Huy Ngọ (đến 6/2004), Cao Đức Phát (từ 6/2004)
11. Bộ trưởng Bộ Giao thông Vận tải: Đào Đình Bình (đến 6/2006), Hồ Nghĩa Dũng (từ 6/2006)
12. Bộ trưởng Bộ Xây dựng: Nguyễn Hồng Quân
13. Bộ trưởng Bộ Thủy sản: Tạ Quang Ngọc
14. Bộ trưởng Bộ Tài nguyên - Môi trường: Mai Ái Trực
15. Bộ trưởng Bộ Văn hóa -Thông tin: Phạm Quang Nghị (đến 6/2006), Lê Doãn Hợp (từ 6/2006)
16. Bộ trưởng Bộ Lao động Thương binh và Xã hội: Nguyễn Thị Hằng
17. Bộ trưởng Bộ Khoa học Công nghệ: Hoàng Văn Phong
18. Bộ trưởng Bộ Giáo dục và Đào tạo: Nguyễn Minh Hiển (đến 6/2006), Nguyễn Thiện Nhân (từ 6/2006)
19. Bộ trưởng Bộ Y tế: Trần Thị Trung Chiến
20. Bộ trưởng Bộ Bưu chính - Viễn thông: Đỗ Trung Tá
21. Bộ trưởng, Chủ nhiệm Ủy ban Dân tộc: Ksor Phước
22. Bộ trưởng, Chủ nhiệm Văn phòng Chính phủ: Đoàn Mạnh Giao
23. Tổng thanh tra Chính phủ Việt Nam: Quách Lê Thanh (đến 6/2006), Trần Văn Truyền (từ 6/2006)
24. Thống đốc Ngân hàng nhà nước Việt Nam: Lê Đức Thuý
25. Bộ trưởng, Chủ nhiệm Ủy ban Thể dục thể thao: Nguyễn Danh Thái
26. Bộ trưởng, Chủ nhiệm Ủy ban Gia đình và Trẻ em: Lê Thị Thu

## Danh sách Bộ trưởng Việt Nam nhiệm kỳQuốc hội khóa X
9/1997, trong kỳ họp thứ nhất Quốc hội khóa 10, Quốc hội đã thông qua danh sách thành viên Chính phủ (từ năm 1997 đến năm 2002) với 25 Bộ trưởng và thành viên ngang bộ.
1. Bộ trưởng Bộ Quốc phòng: Thượng tướng Phạm Văn Trà
2. Bộ trưởng Bộ Ngoại giao: Nguyễn Mạnh Cầm (Phó Thủ tướng kiêm chức đến 28/1/2000), Nguyễn Dy Niên (từ 28/1/2000)
3. Bộ trưởng Bộ Nội vụ (từ 5-1998 đổi là Bộ Công an): Thượng tướng Lê Minh Hương
4. Bộ trưởng Bộ Tư pháp: Nguyễn Đình Lộc
5. Bộ trưởng Bộ Kế hoạch và Đầu tư: Trần Xuân Giá
6. Bộ trưởng Bộ Tài chính: Nguyễn Sinh Hùng
7. Bộ trưởng Bộ Công nghiệp: Đặng Vũ Chư
8. Bộ trưởng Bộ Thương mại: Trương Đình Tuyển (đến 28/1/2000), Vũ Khoan (từ 28/1/2000)
9. Bộ trưởng Bộ Nông nghiệp và Phát triển nông thôn: Lê Huy Ngọ
10. Bộ trưởng Bộ Giao thông Vận tải: Lê Ngọc Hoàn
11. Bộ trưởng Bộ Xây dựng: Nguyễn Mạnh Kiểm
12. Bộ trưởng Bộ Thủy sản: Tạ Quang Ngọc
13. Bộ trưởng Bộ Văn hóa -Thông tin: Phạm Quang Nghị
14. Bộ trưởng Bộ Lao động Thương binh và Xã hội: Trần Đình Hoan (đến 12/1997), Nguyễn Thị Hằng (từ 12/1997)
15. Bộ trưởng Bộ Khoa học Công nghệ và Môi trường: Chu Tuấn Nhạ
16. Bộ trưởng Bộ Giáo dục và Đào tạo: Nguyễn Minh Hiển
17. Bộ trưởng Bộ Y tế: Đỗ Nguyên Phương
18. Bộ trưởng, Chủ nhiệm Ủy ban Dân tộc và Miền núi: Hoàng Đức Nghi
19. Bộ trưởng, Chủ nhiệm Văn phòng Chính phủ: Lại Văn Cử (đến 3/1999),  Đoàn Mạnh Giao (từ 3/1999)
20. Tổng thanh tra Nhà nước: Tạ Hữu Thanh
21. Thống đốc Ngân hàng nhà nước Việt Nam: Đỗ Quế Lượng (đến 5-1998), Nguyễn Tấn Dũng (Phó Thủ tướng kiêm chức từ 5/1998 - 12/1999), Lê Đức Thuý (từ 12/1999)
22. Bộ trưởng, Chủ nhiệm Ủy ban Thể dục thể thao: Nguyễn Danh Thái
23. Bộ trưởng, Trưởng ban Tổ chức Cán bộ của Chính phủ: Đỗ Quang Trung
24. Bộ trưởng phụ trách Công tác dân số và kế hoạch hoá gia đình: Trần Thị Trung Chiến
25. Bộ trưởng phụ trách Công tác bảo vệ và chăm sóc trẻ em: Trần Thị Thanh Thanh

## Danh sách Bộ trưởng Việt Nam nhiệm kỳQuốc hội khóa IX
9/1992, trong kỳ họp thứ nhất Quốc hội khóa 9, Quốc hội đã thông qua danh sách thành viên Chính phủ (từ năm 1992 đến năm 1997) với 33 Bộ trưởng và thành viên ngang bộ.
1. Bộ trưởng Bộ Quốc phòng: Đại tướng Đoàn Khuê.
2. Bộ trưởng Bộ Ngoại giao: Nguyễn Mạnh Cầm
3. Bộ trưởng Bộ Nội vụ: Bùi Thiện Ngộ (đến 11/1996); Lê Minh Hương (từ 11/1996).
4. Bộ trưởng Bộ Tư pháp: Nguyễn Đình Lộc
5. Bộ trưởng Bộ Tài chính: Hồ Tế (đến 11/1996), Nguyễn Sinh Hùng (từ 11/1996).
6. Bộ trưởng Bộ Công nghiệp nhẹ: Đặng Vũ Chư (đến 10/1995 khi thành lập Bộ Công nghiệp)
7. Bộ trưởng Bộ Công nghiệp nặng: Trần Lum (đến 10/1995 khi thành lập Bộ Công nghiệp)
8. Bộ trưởng Bộ Thương mại: Lê Văn Triết
9. Bộ trưởng Bộ Nông nghiệp và Phát triển nông thôn: Nguyễn Công Tạn (từ 10/1995 khi sáp nhập 3 Bộ: Nông nghiệp và Công nghiệp thực phẩm, Lâm nghiệp, Thủy lợi)
10. Bộ trưởng Bộ Giao thông Vận tải: Bùi Danh Lưu (đến 11/1996), Lê Ngọc Hoàn (Quyền Bộ trưởng từ 11/1996).
11. Bộ trưởng Bộ Xây dựng: Ngô Xuân Lộc
12. Bộ trưởng Bộ Thủy sản: Nguyễn Tấn Trịnh (đến 11/1996), Tạ Quang Ngọc (từ 11/1996)
13. Bộ trưởng Bộ Văn hóa -Thông tin: Trần Hoàn (đến 11/1996), Nguyễn Khoa Điềm (từ 11/1996)
14. Bộ trưởng Bộ Lao động Thương binh và Xã hội: Trần Đình Hoan
15. Bộ trưởng Bộ Khoa học Công nghệ và Môi trường: Đặng Hữu (đến 11/1996), Phạm Gia Khiêm (từ 11/1996)
16. Bộ trưởng Bộ Giáo dục và Đào tạo: Trần Hồng Quân
17. Bộ trưởng Bộ Y tế: Nguyễn Trọng Nhân (từ 9/1992 đến 10/1995), Đỗ Nguyên Phương (từ 10/1995)
18. Bộ trưởng Bộ Năng lượng: Thái Phụng Nê (từ 10/1993 đến 10/1995 khi thành lập Bộ Công nghiệp)
19. Bộ trưởng Bộ Lâm nghiệp: Nguyễn Quang Hà (đến 10/1995 khi sáp nhập Bộ)
20. Bộ trưởng Bộ Thủy lợi: Nguyễn Cảnh Dinh (đến 10/1995 khi sáp nhập Bộ)
21. Bộ trưởng, Chủ nhiệm Ủy ban sông Mê Công của Việt Nam (thành lập 10/1995): Nguyễn Cảnh Dinh
22. Bộ trưởng, Chủ nhiệm Ủy ban Dân tộc và Miền núi: Hoàng Đức Nghi
23. Bộ trưởng, Chủ nhiệm Văn phòng Chính phủ: Lê Xuân Trinh (đến 11/1996), Lại Văn Cử (từ 11/1996)
24. Tổng thanh tra Nhà nước: Nguyễn Kỳ Cẩm (đến 10/1995), Tạ Hữu Thanh (từ 10/1995)
25. Thống đốc Ngân hàng nhà nước Việt Nam: Cao Sỹ Kiêm
26. Bộ trưởng phụ trách Công tác Thanh niên và Thể dục - Thể thao của Chính phủ: Hà Quang Dự
27. Bộ trưởng, Trưởng ban Tổ chức Cán bộ của Chính phủ: Phan Ngọc Tường (đến 11/1996), Đỗ Quang Trung (từ 11/1996)
28. Bộ trưởng, Chủ nhiệm Ủy ban quốc gia Dân số và Kế hoạch hóa gia đình: Mai Kỷ
29. Bộ trưởng phụ trách Công tác bảo vệ và chăm sóc trẻ em: Trần Thị Thanh Thanh
30. Bộ trưởng, Chủ nhiệm Ủy ban Kế hoạch Nhà nước (từ 10/1995 đổi là Bộ trưởng Bộ Kế hoạch và Đầu tư): Đỗ Quốc Sam, Trần Xuân Giá (từ 11/1996)
31. Bộ trưởng phụ trách Một số công tác của Chính phủ: Phan Văn Tiệm (đến 11/1996)
32. Bộ trưởng thường trực Ban chỉ đạo công tác chống tham nhũng, chống buôn lậu: Nguyễn Kỳ Cẩm (từ 11/1995 đến 11/1996)
33. Bộ trưởng - Chủ tịch Hội đồng thẩm định Nhà nước về dự án đầu tư (sau 10/1996 đổi là Chủ tịch Hội đồng Thẩm định Nhà nước về các dự án đầu tư): Đậu Ngọc Xuân (từ 10/1995 đến 10/1996), Đỗ Quốc Sam (từ 11/1996).